# Singapore Tennis Open
Singapore Tennis Open je profesionální tenisový turnaj žen hraný v Singapuru. Založen byl v roce 2025. Na okruhu WTA Tour se zařadil do kategorie WTA 250. Dějištěm se stal halový komplex areálu Kallang Tennis Hub, v němž byly instalovány dvorce s tvrdým povrchem Laykold.

## Historie
Singapore Tennis Open byl založen v roce 2025 jako součást ženského okruhu WTA Tour v kategorii WTA 250. V úvodní fázi ženského kalendáře získal pořadatelskou licenci od chuachinského Thailand Open. Turnaj navázal na ženský Singapore Open konaný v letech 1986–1990 a 1994, a také Turnaj mistryň hraný na singapuraském území v období 2014–2018.
Dějištěm se stal pro turnaj postavený areál Kallang Tennis Hub v singapurském centrálním regionu a rezidenční zóně Kallang. Zahrnul dvanáct venkovních a sedm halových dvorců, s otevřením v dubnu 2024. Událost probíhá v klimatizované halové části na dvou dvorcích se středně pomalým povrchem Laykold. Kapacita haly činí 1 297 míst, s možností dalších 300 míst v rámci výsuvných tribun. Do dvouhry nastupuje třicet dva singlistek a čtyřhry se účastní šestnáct dvojic.

## Přehled finále

### Dvouhra
| Rok  | vítězka          | finalistka | výsledek |
| ---- | ---------------- | ---------- | -------- |
| 2025 | Elise Mertensová | Ann Liová  | 6–1, 6–4 |

### Čtyřhra
| Rok  | vítězky                               | finalistky               | výsledek |
| ---- | ------------------------------------- | ------------------------ | -------- |
| 2025 | Desirae Krawczyková Giuliana Olmosová | Wang Sin-jü Čeng Saj-saj | 7–5, 6–0 |